# Macromedia

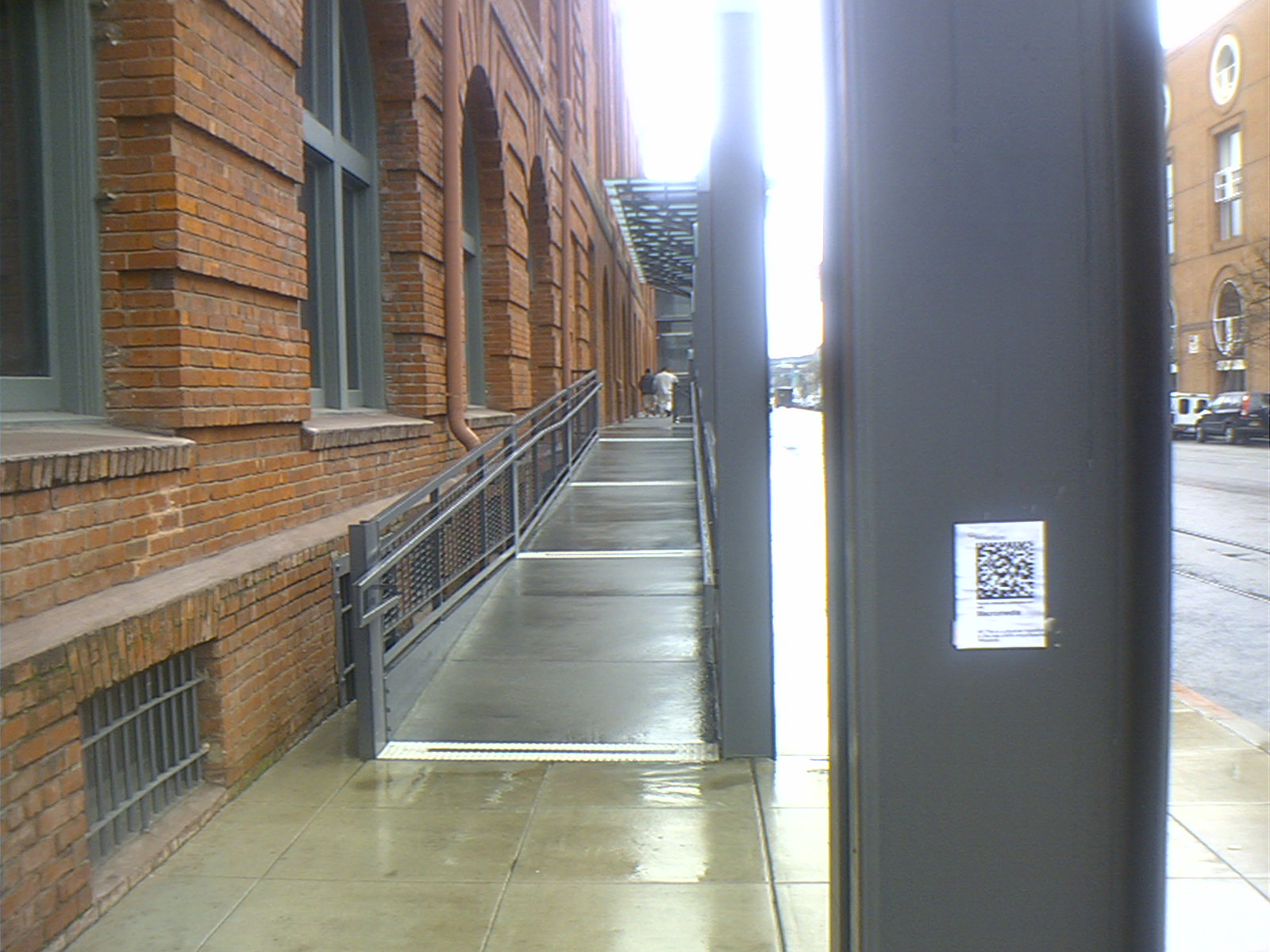
Macromedias huvudkontor.

Macromedia är ett programvaruföretag grundat 1992 som förvärvades av Adobe Systems i december 2005. Företaget var bland annat känt för Flash, en teknik för att skapa dynamiska och interaktiva animationer, samt för Macromedia Dreamweaver, program för att bygga webbplatser.